# Třída Britannia
Třída Britannia bylo označení kolesových parníků společnosti Cunard Line budovaných od roku 1840, které sloužily na poštovní lince společnosti Liverpool-Halifax. V roce 1845 převezly polovinu všech cestujících přes Atlantik v salónové třídě a v tomto směru jednoznačně dominovaly. Ačkoli to nebyly nejlepší transatlantické parníky, jejich hlavní výhodou bylo, že zajišťovaly pravidelné odjezdy mezi těmito destinacemi.

## Historie
V listopadu 1837 vypsal admirál Parry konkurz na provozování poštovních linek přes Atlantik. Přihlásily se mu dvě společnosti, ale obě odmítl, protože žádná z nich nebyla schopna službu zprovoznit dostatečně brzy. Samuel Cunard, obchodník z Nového Skotska, se o tom dozvěděl až po vypršení lhůty, ale přesto se vydal do Londýna s Parrym začal jednat. Ve výsledku Cunard podepsal kontrakt na provozování této služby s parníky o hrubé prostornosti 1 150 BRT. Cunard v roce 1839 založil British and North American Royal Mail Steam Packet Company a nechal vybudovat lodě třídy Britannia. Hlavní mecenáš společnosti byl Robert Napier, dodavatel motorů pro Royal Navy, který se postaral i o motory pro tyto lodě. První z parníků, Britannia, vyplul na svou první plavbu 4. července 1840, po něm postupně následovaly další. Lodě sloužily až do konce 40. let, kdy byly postupně rozprodávány a nahrazovány parníky třídy America.